# John Stainer
Sir John Stainer (Londra, 6 giugno 1840 – Verona, 31 marzo 1901) è stato un compositore, musicista e insegnante inglese, noto soprattutto come organista e per aver fissato gli standard della musica della Chiesa anglicana che sono ancora oggi influenti.

## Biografia

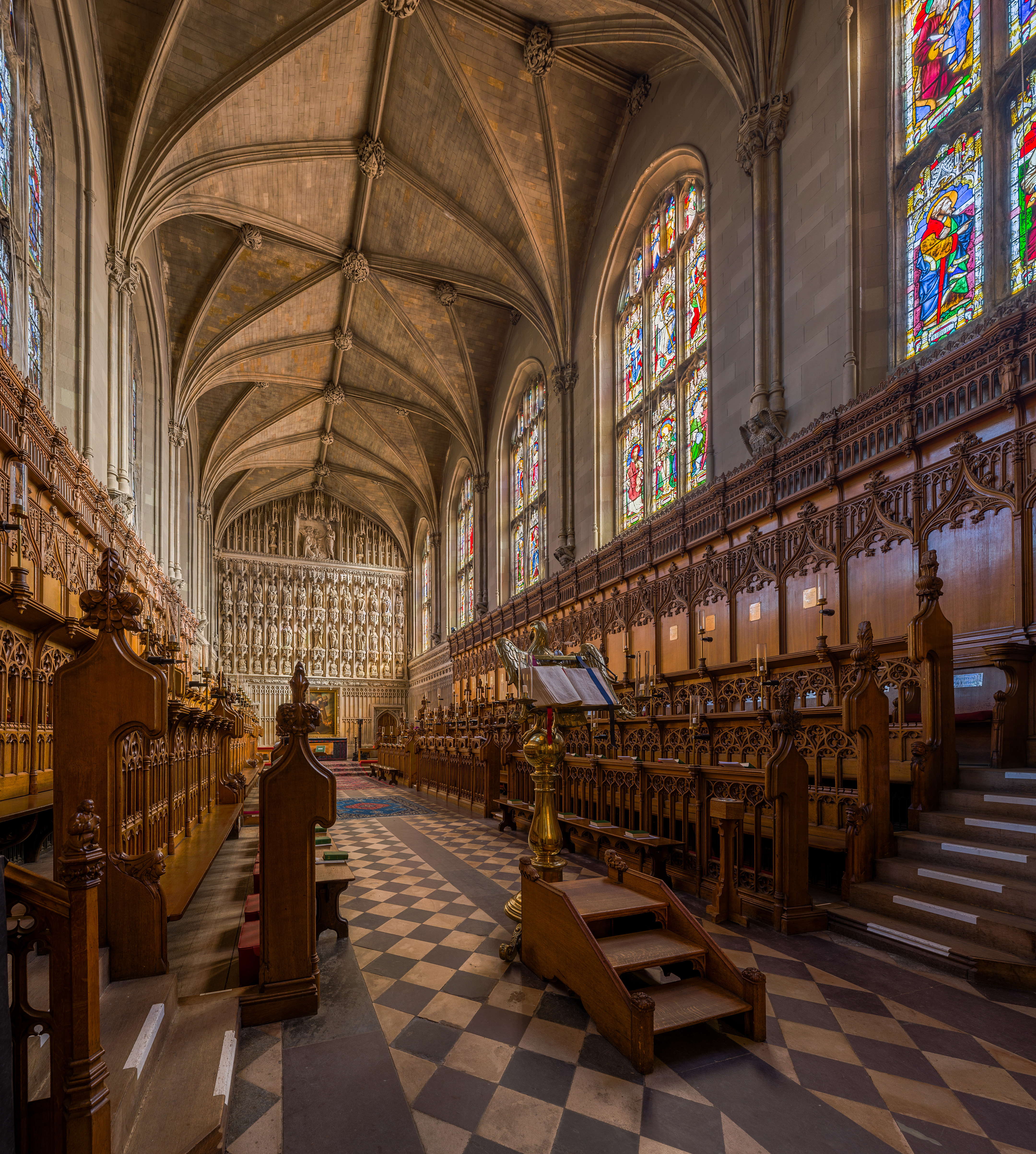
Magdalen College Chapel

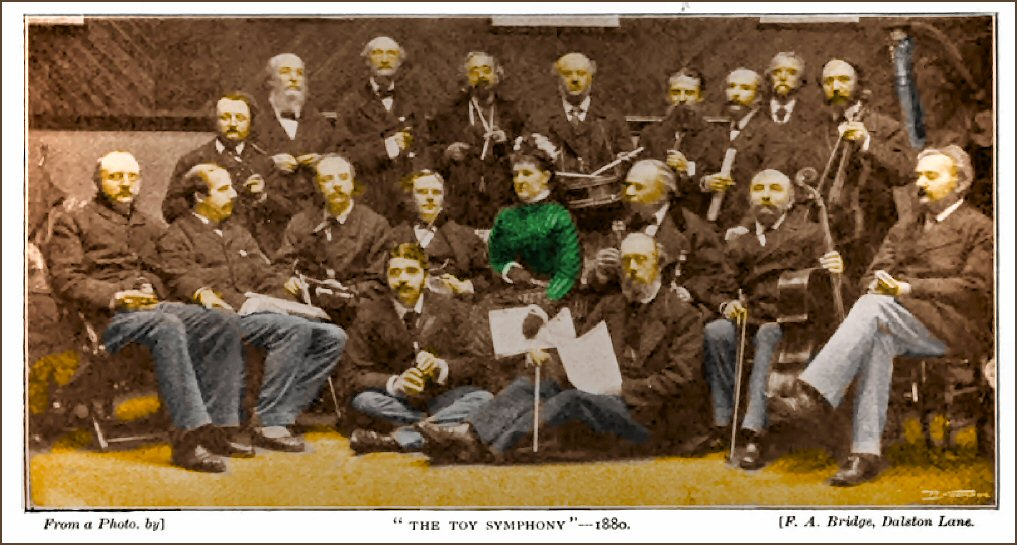
Gruppo di musicisti, con John Stainer, che eseguirono la Toy Symphony di Haydn alla St. James Hall nel 1880

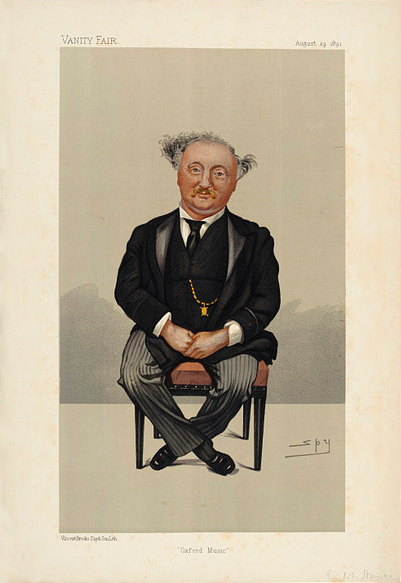
Caricatura pubblicata su Vanity Fair il 29 agosto 1891

John Stainer era l'ottavo di nove figli nati da William Stainer e da sua moglie Ann Collier.
Suo padre era un ebanista, un archivista, un cancelliere, e anche un musicista di pianoforte, violino e flauto. Costruì un piccolo organo da camera a casa su cui il giovane Stainer era solito accompagnarlo quando suonava il violino. Anche sua sorella Ann era musicista organista regolare del Magdalen Hospital a Streatham
Dall'età di nove anni cantò nel coro della Cattedrale di San Paolo.
Nel 1855 gli fu offerto un contratto di sei mesi come organista al Saint Benet.
All'età di sedici anni, ottenne l'incarico di organista nel rifondato Saint Michael College.
Nel 1860 diventò organista al Magdalen College di Oxford, inizialmente per un periodo di sei mesi, con un salario di centoventi sterline; contemporaneamente studiò alla facoltà ottenendo il Bachelor of Arts nel 1864 e due anni dopo il Magister artium.
In quegli anni Stainer compose inni religiosi anglicani, tra i quali Love divine, all loves excelling, suonato e cantato ancora oggi.
Nel 1872 fu nominato organista della Cattedrale di San Paolo, dove introdusse nuovi inni, fu istituita una scuola corale e il numero dei coristi aumentò da dodici a trentacinque.
Successivamente Stainer diventò un membro onorario della Royal Academy of Music (1877) e un esaminatore per il dottorato in musica presso le università di Cambridge e Londra, inoltre accettò l'incarico di direttore musicale della Madrigal Society of London. Fu particolarmente onorato per l'invito come giurato all'Esposizione universale di Parigi del 1878 e per la nomina di Cavaliere della Legion d'onore l'anno seguente.
Nel 1889 diventò insegnante di musica all'Università di Oxford. In quel periodo condusse importanti, quanto innovativi, studi riguardanti la musica europea medioevale, per i quali ricevette riconoscimenti da parte della regina Vittoria.
In tarda età, lui e sua moglie ogni anno viaggiavano e soggiornavano in Riviera ligure, a Firenze, e fu in una vacanza a Verona, che la domenica delle palme, il 31 marzo 1901, Stainer si sentì male e si ritirò nella sua stanza. Più tardi, in quel pomeriggio morì di infarto. Aveva sessant'anni. Il suo corpo fu riportato in Inghilterra, e il suo funerale fu celebrato il 6 aprile a Saint Cross Church, a Oxford, con la presenza di un gran numero di amici e colleghi.
Stainer fu un importante professore di organo e di armonia in numerosi istituti, scuole, università, tra le quali si può annoverare il R.C.M. di Londra.
Compose soprattutto oratori, cantate e musica sacra: si ricordano l'oratorio The Crucifixion (1887), The Sevenfold Amen e numerosi inni, tra i quali Cross of Jesus.
Ancora oggi alcuni suoi brani religiosi vengono eseguiti nell'ambito delle celebrazioni della chiesa anglicana, tra i quali spiccano alcuni canti natalizi.
Assieme ai due figli, pubblicò una antologia compositva estratta dal Cod.Canon. 213 intitolata Dufay and his Contemporaries (1898).

## Opere

### Anthems
- Awake, awake, put on thy strength, O Zion
- Blessed is the man that endureth temptation Archiviato il 20 maggio 2018 in Internet Archive.
- Drop down, ye heavens, from above
- God so loved the world (chorus from The Crucifixion)
- Grieve not the Holy Spirit of God Archiviato il 20 maggio 2018 in Internet Archive.
- Hail, Gladdening Light, of His pure glory poured
- Holy Father, God Almighty Archiviato il 29 novembre 2014 in Internet Archive.
- How beautiful upon the mountains
- I could not do without thee Archiviato il 29 novembre 2014 in Internet Archive.
- I desired wisdom
- In the cross of christ I glory Archiviato il 29 novembre 2014 in Internet Archive.
- I saw the Lord
- Jesus, tender shepherd, hear me Archiviato il 10 settembre 2014 in Internet Archive.
- Lead kindly light
- Leave us not, neither forsake us
- Lift up your heads, rejoice Archiviato il 29 novembre 2014 in Internet Archive.
- Lord Jesus, think on me Archiviato il 21 agosto 2014 in Internet Archive.
- O dayspring
- O Zion, that bringest good tidings
- We sing the glorious conquest Archiviato il 29 novembre 2014 in Internet Archive.
- What are these that are arrayed in white robes Archiviato il 9 giugno 2008 in Internet Archive.

### Inni
- Wycliff ("All for Jesus") (1887)
- Cross of Jesus (1887)
- Love Divine (1889) Archiviato il 23 ottobre 2019 in Internet Archive.

### Oratori
- Gideon (1865)
- The Daughter of Jairus (1878)
- St. Mary Magdalan (1887)
- The Crucifixion (1887)

### Libri con canti e inni
- Christmas Carols, New and Old con Henry Ramsden Bramley (Londra: Novello, Ewer & Co., 1878)
- A choirbook of the office of holy communion from the Cathedral Prayer Book (Londra: Novello & Co., 1883)
- The Hymnal Companion to the Book of Common Prayer with accompanying tunes con Edward Henry Bickersteth, Charles Vincent, D.J. Word e John Stainer (1890)
- Church Hymnary, John Stainer (ed.), 1902

### Musica per organo
- The Village Organist, John Stainer (ed.), 1893